# Drive (The Cars)
Drive è un singolo del gruppo musicale statunitense The Cars, pubblicato il 23 luglio 1984 come terzo estratto dal quinto album in studio Heartbeat City.

## Descrizione
Il brano è stato scritto da Ric Ocasek, prodotto da Robert John "Mutt" Lange con la band e cantato dal bassista Benjamin Orr.
In una revisione retrospettiva del singolo, il giornalista di AllMusic Donald A. Guarisco elogiò la canzone per essere "una ballata bellissima che combina testi scritti col cuore ad un paesaggio sonoro elettronico seducente".

## Video musicale
Il video del brano è stato diretto da Timothy Hutton e vede come protagonista la modella Pavlína Pořízková, in seguito divenuta moglie del cantante Ric Ocasek.

## Tracce
1. Drive – 3:55
2. Stranger Eyes – 4:26

## Successo commerciale
Drive è stato il singolo che raggiunse la posizione più alta nelle classifiche degli Stati Uniti, piazzandosi al numero tre della classifica Billboard Hot 100 mentre nella classifica Adult Contemporary la canzone raggiunse il numero uno. Dopo il suo impiego al concerto Live Aid nel 1985 come musica di sottofondo per un montaggio di clip che mostrarono la povertà dell'Africa, la canzone raggiunse la posizione numero quattro della classifica britannica, secondo miglior risultato ottenuto in carriera dopo My Best Friend's Girl che era arrivata al terzo posto.

## Classifiche
| Classifica (1984/85)             | Posizione massima |
| -------------------------------- | ----------------- |
| Australia                        | 10                |
| Austria                          | 8                 |
| Belgio (Fiandre)                 | 11                |
| Canada                           | 6                 |
| Germania                         | 4                 |
| Irlanda                          | 3                 |
| Norvegia                         | 9                 |
| Nuova Zelanda                    | 5                 |
| Paesi Bassi                      | 12                |
| Regno Unito                      | 4                 |
| Stati Uniti                      | 3                 |
| Stati Uniti (adult contemporary) | 1                 |
| Stati Uniti (mainstream rock)    | 3                 |
| Sudafrica                        | 11                |
| Svezia                           | 15                |
| Svizzera                         | 3                 |

## Cover
Solomon Burke ne ha incluso una sua versione nell'album Love Trap del 1987.
Gli Scorpions hanno inciso una cover acustica del brano per il loro album dal vivo Acoustica del 2001.
Anche i Deftones, nota band alternative metal, hanno registrato una cover del brano contenuta nel loro album Covers del 2011.